# ラウンドロビン・テスト
ラウンドロビン・テスト（Round robin test）は、測定者の技量を含めて測定方法や測定装置の信頼性を検証するために、複数の試験機関に同一試料を回して測定を行う共同作業の一方法。最近は、国際標準試験法の策定や標準試料の選定に国を超えた取り組みも行われている。